# Aphyosemion volcanum
Aphyosemion volcanum är en fiskart som beskrevs av Alfred C. Radda och Wildekamp, 1977. Aphyosemion volcanum ingår i släktet Aphyosemion och familjen Nothobranchiidae. IUCN kategoriserar arten globalt som starkt hotad. Inga underarter finns listade i Catalogue of Life.